# Freeze Frame (Lied)
Freeze Frame ist ein Lied der J. Geils Band aus dem Jahr 1981, das von Peter Wolf und Seth Justman geschrieben wurde. Letzterer produzierte auch den Song, und er erschien auf dem gleichnamigen Album.

## Geschichte
Freeze Frame wurde am 14. Januar 1982 als Single veröffentlicht. Nachdem Centerfold zum Nummer-eins-Hit wurde, folgte Freeze Frame als Top-Ten-Hit in den Vereinigten Staaten und wurde wegen der ebenso millionenfachen Verkäufe mit der Goldenen Schallplatte ausgezeichnet. Von allen zehn Liedern der Band, die die Billboard Top 40 erreichten, sind Centerfold und Freeze Frame die einzigen Top-Ten-Hits.
In den Episoden Schau heimwärts, Flanders und Homerrazzi der Simpsons fand der Rock-/New-Wave-Song ebenfalls Verwendung.

## Kommerzieller Erfolg

### Chartplatzierungen
| ChartsChartplatzierungen       | Höchstplatzierung | Wochen |
| ------------------------------ | ----------------- | ------ |
| Deutschland (GfK)              | 29 (14 Wo.)       | 14     |
| Schweiz (IFPI)                 | 11 (4 Wo.)        | 4      |
| Vereinigte Staaten (Billboard) | 4 (16 Wo.)        | 16     |
| Vereinigtes Königreich (OCC)   | 27 (7 Wo.)        | 7      |

| ChartsJahrescharts (1982)      | Platzierung |
| ------------------------------ | ----------- |
| Vereinigte Staaten (Billboard) | 49          |

### Auszeichnungen für Musikverkäufe
| Land/Region               | Auszeichnungen für Musikverkäufe (Land/Region, Auszeichnung, Verkäufe) | Verkäufe  |
| ------------------------- | ---------------------------------------------------------------------- | --------- |
| Vereinigte Staaten (RIAA) | Gold                                                                   | 1.000.000 |
| Insgesamt                 | 1× Gold ·                                                              | 1.000.000 |

## Coverversionen
- 1994: Peter Wolf
- 1997: Less Than Jake